# William Logsdail
William Logsdail (Lincoln, 25 de maio de 1859 - Noke, 3 de setembro de 1944) foi um prolífico pintor inglês de paisagens, retratos e gêneros. Expôs na Royal Academy, na Royal Society of British Artists, na Grosvenor Gallery, na New Gallery (Londres) e outros. Ele é notável por suas cenas realistas de Londres e Veneza e seu estilo plein air.

## Biografia
Ele nasceu em Lincoln, Inglaterra, em 1859. Ele era um dos sete filhos, seis meninos e uma menina. Seu pai era um verger na catedral. Quando menino, William frequentou a Lincoln School (hoje Hospital Hospital de Lincoln Christ) e também ganhou dinheiro ao guiar os visitantes até a torre central da catedral.

## Treinamento
Logsdail estudou na Lincoln School of Art, onde mostrou inicialmente uma aptidão para arquitetura, mas com o incentivo de seu mestre de arte, Edward R. Taylor, (que também era diretor da escola), ele começou a pintar. Enquanto estava lá, ele ganhou a Medalha de Ouro por seu trabalho em competição com estudantes de outras escolas de arte inglesas. Ele passou a estudar em Antuérpia, na École des Beaux-Arts, sob Charles Verlat. Enquanto estava lá, ele se tornou o primeiro inglês a ganhar o primeiro prêmio na escola. Um de seus trabalhos desse período, The Fish Market (1880), foi comprado em nome da rainha Victoria pela Osborne House. Quando informado disso, Logsdail supostamente comentou: 'Mostra o bom senso de sua majestade'.

## Carreira

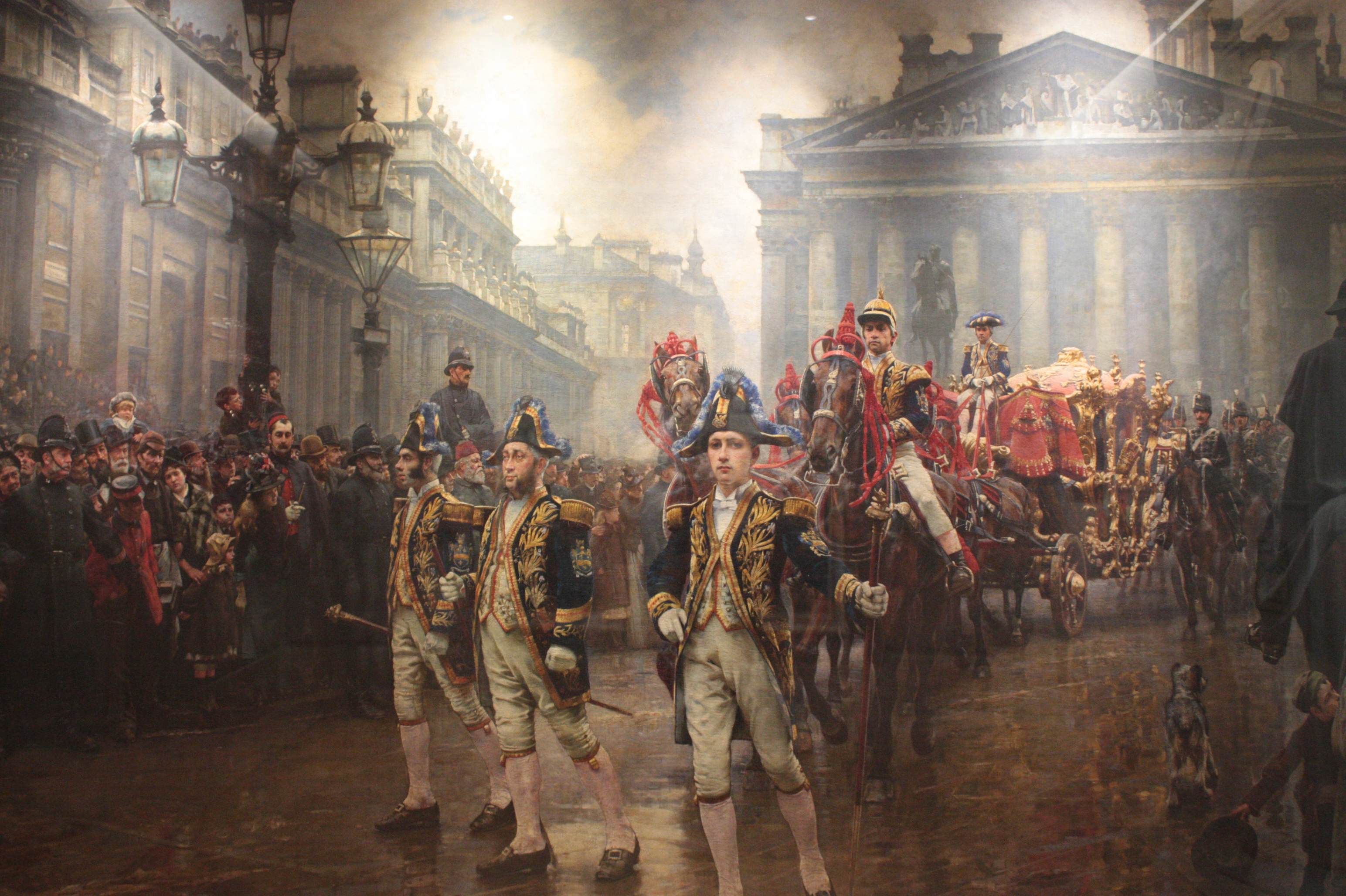
O nove de novembro de 1888 por William Logsdail, Guildhall Gallery, Londres

No outono de 1880, Logsdail visitou Veneza, onde permaneceria, com visitas ocasionais à Inglaterra, Bálcãs, Egito e Oriente Médio, até 1900. Durante esse período inicial de sua carreira, ele gravitava em direção a pinturas arquitetônicas e temáticas. Sua Praça de São Marcos, Veneza, pintada em 1883, foi considerada pela Academia Real como a "imagem do ano" quando foi exibida em Londres embora ele pareça estar insatisfeito com ela e seriamente considerado cortar a pintura durante sua composição.
Ele também pintou sessenta e nove pequenas pinturas para a Sociedade de Belas Artes sobre o assunto da Riviera Francesa e Italiana. Sete deles foram vendidos ao duque de Westminster. Em 1893, Logsdail recebeu uma medalha de pintura a óleo na Exposição Mundial da Colômbia (também conhecida como Feira Mundial de Chicago).
Depois de passar dois anos em Taormina e Sicília, ele e sua família retornaram à Inglaterra, estabelecendo-se em West Kensington, Londres, onde foi bem recebido seu The Early Victorian (1906) (um retrato de fantasia de sua filha Mary). Isso marcou o início de um período de pintura de retratos para Logsdail, a quem foram oferecidas tantas comissões que ele foi capaz de escolher sua babá à vontade.
Em 1912, ele foi eleito membro da Royal Society of Portrait Painters. À medida que sua carreira avançava, ele se voltou para os estudos de flores.

## Vida pessoal e morte

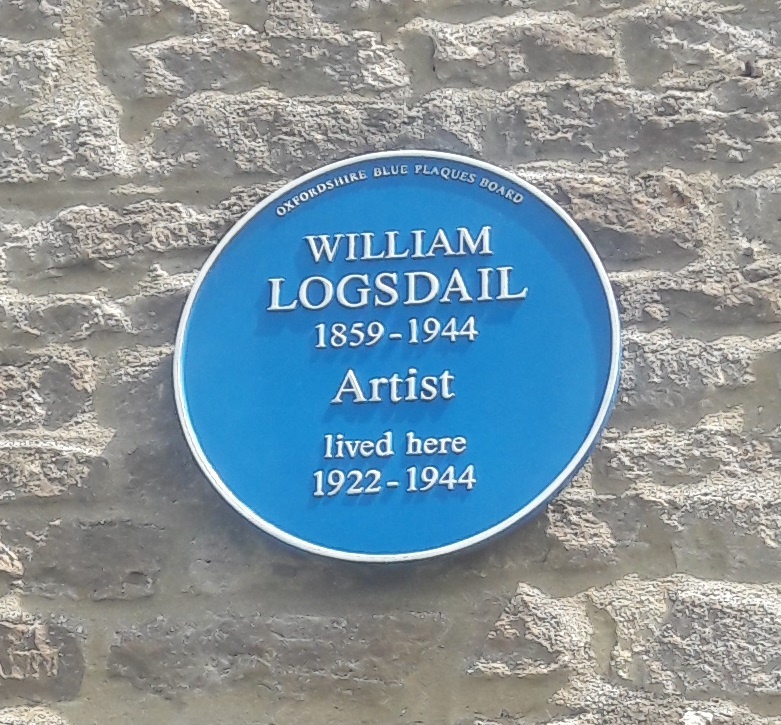
William Logsdail Placa Azul de Oxfordshire, Noke, Oxfordshire

Em 1892, Logsdail conheceu May Ashman de Necton, perto de Swaffham em Norfolk, casando-se com ela no mesmo ano. Ele teve três filhos com ela.
Em 1922, ele e sua família se mudaram para a mansão em Noke, perto de Islip, Oxfordshire, onde Logsdail permaneceu até sua morte aos 85 anos. Uma placa na casa comemora seu tempo lá.

## Relações com outros pintores
Logsdail era amigo de Frank Bramley, que também frequentou a Lincoln School of Art e foi co-fundador da Newlyn School e ser eleito para a Royal Academy.
Enquanto Logsdail ainda estudava, o crítico de arte John Ruskin viu sua pintura na varanda sul da Catedral de Lincoln e expressou uma opinião favorável sobre o trabalho, depois escrevendo para ele e sugerindo que ele fosse a Verona assim que seus estudos chegassem a uma conclusão, conselhos que o jovem artista ignorou.
Enquanto em Veneza, Logsdail se mudou para um círculo social que incluía Harper Pennington, Robert Frederick Blum, Martin Rico e Ortega, Frank Duveneck, James McNeill Whistler e John Singer Sargent, o último dos quais inscreveu uma imagem em Logsdail.
Embora não se incline a criticar abertamente outros artistas, Logsdail relatou, em suas memórias, uma história sobre Walter Sickert. Enquanto trabalhava em sua Ponte della Paglia (1898), Sickert chegou e montou seu cavalete nas proximidades. Ele então "começou a se virar como um mestre em cercas, recuando e investindo com pinceladas repentinas na tela". Um americano que passava percebeu um botão na calçada, o pegou e, oferecendo a Sickert, disse: 'Com licença, senhor, mas acho que isso deu certo!' .

## Estilo

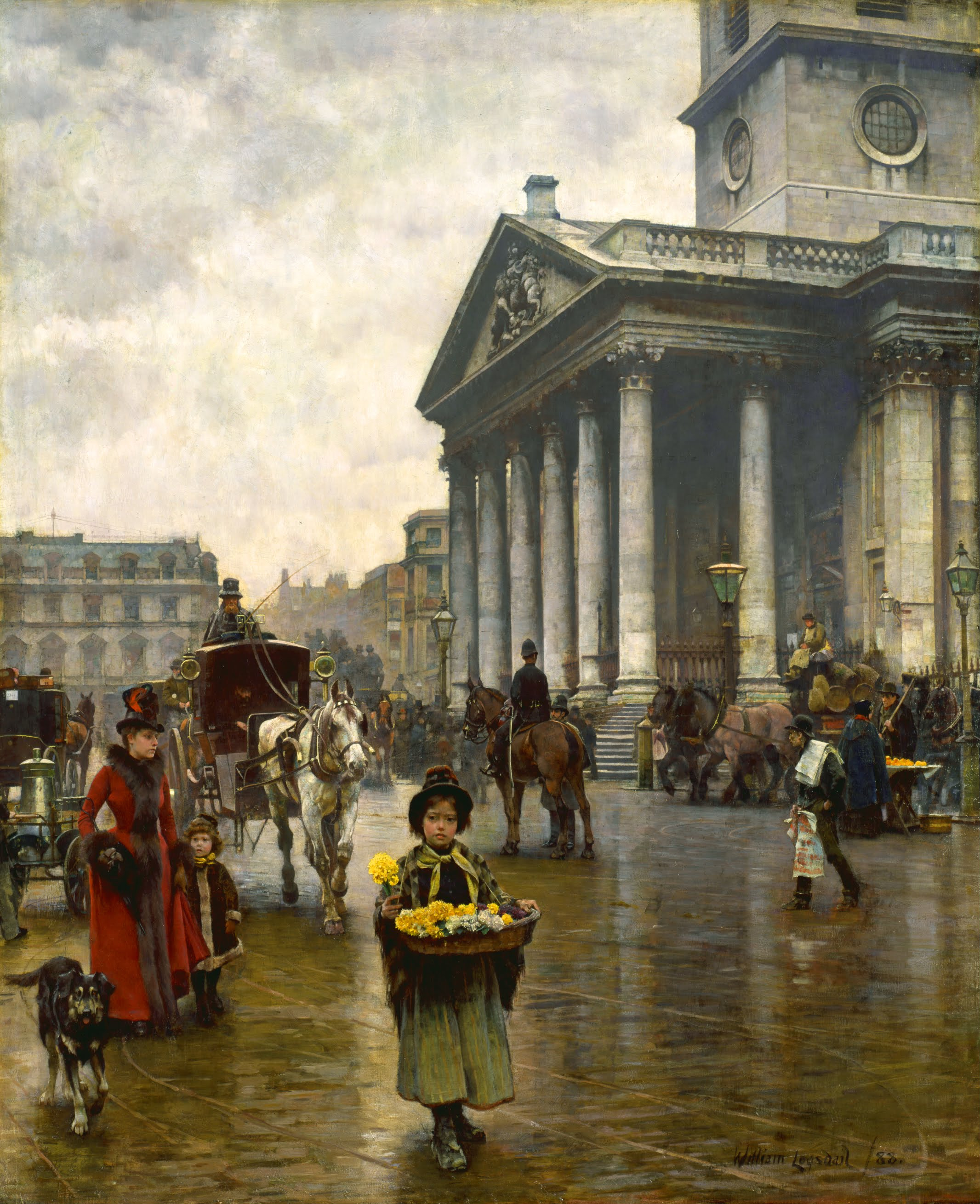
St. Martin's-in-the-Fields

Logsdail cultivou um estilo objetivo e realista, embora seu retrato posterior e as obras pintadas na Sicília demonstrem um relaxamento desse estilo.
Seus trabalhos em Veneza exibem um alto grau de habilidade em descrever descrito como bonito e quase fotográfico. Há uma proficiência legal em seu trabalho arquitetônico e cenas de rua que expressam o que realmente estava lá antes dele. Por exemplo, no inverno em que veio pintar seus St. Martin's in the Fields (1888), ele esperava uma cena de neve, mas quando enfrentava apenas chuva e granizo, Logsdail, com os pés enterrados na palha para mantê-los aquecidos, pintou a cena sem neve.

## Crítica contemporânea
O Times, em sua revisão da exposição da Royal Academy de 1881, chamou o trabalho de Logsdail tecnicamente quase impecável, parecendo um mosaico de primeira linha, em vez de possuir aquelas qualidades entendidas pelos artistas como pintura e sem "delicadeza de gradação". O Standard, em sua revisão da exposição da Academia Real de 1883, descreveu sua Piazza de São Marcos, Veneza como possuindo uma "vivacidade de caracterização" e um "brilho da pintura".
Em sua resenha das exposições de arte de Londres em 1887, o The Times comentou que suas obras "orientais", como Arco do Khalif - Cairo e Porta de uma mesquita, pintada no Egito, eram admiráveis e se adequavam a seus talentos como colorista. Comentando seu The Ninth of November (A Procissão do Prefeito de Londres, Londres, 1888) (1890), o Birmingham Daily Post destacou seu sucesso ao retratar com precisão o 'vigor, variedade, humor e incidente de uma multidão de Londres'.
O Morning Post, em sua resenha da exposição da Royal Academy de 1897, destacou a 'sinceridade' e 'combinação criteriosa' de cores demonstradas em seus Cavalos de Bronze de São Marcos, Veneza (1897).

## Vendas póstumas
O preço recorde do leilão é para uma foto do The Bank e da Royal Exchange, que ganhou 420.000 libras nos leilões da Duke. Uma versão de St Martin in the Fields ganhou £ 50.000 na Sotheby's em 2004. Seu retrato de sua filha "An Early Victorian", que lançou sua carreira como retratista, ganhou 30.000 libras na Christie's em 2011.

## Trabalhos selecionados
- O mercado de peixe (1880)
- Pátio da Casa Plantin-Moretus, Antuérpia (1882)
- Praça de São Marcos, Veneza (1883)
- St. Martin's-in-the-Fields, Trafalgar Square, Londres (1888)
- 9 de novembro (Procissão do prefeito, Londres, 1888) (1890)
- Uma rua em Taormina (1901)
- Elisabeth, filha de Sua Honra, o falecido juiz Eustace Hills, KC (1907)
- Retrato de T. Hampson Jones, Esq. (1916)
- Retrato de Stanley George Lutwyche, Mestre da Companhia de Couros 1906-07 (1912, Salão de Couros) [19]